# Pardners
Pardners (no Brasil, O Rei do Laço) é um filme de comédia de 1956 dirigido por Norman Taurog e protagonizado pela dupla Martin e Lewis.

## Sinopse
Slim Mosely, Sr. (Dean Martin) e Wade Kingsley, Sr. (Jerry Lewis) são dois fazendeiros batalhadores e companheiros que sempre lutam por sua terra. Mas de repente, os dois são mortos em uma richa com uma gangue chamada Masked Raiders que pretende há tempos se aponderar da terra de Slim e Wade.
Passam-se os anos e seus próprios filhos Slim Mosely, Jr. (Dean Martin) e Wade Kingsley, Jr. (Jerry Lewis) que por muito tempo se mantiveram separados, finalmente se reúnem com o objetivo de vingar os seus pais e lutarem contra todos que querem ainda se apoderar da velha fazenda, a qual pertencia a eles.

## Elenco
- Dean Martin - Slim Mosely, Sr./ Slim Mosely, Jr.
- Jerry Lewis - Wade Kingsley, Sr./ Wade Kingsley, Jr.
- Lori Nelson - Carol Kingsley
- Agnes Moorehead - Sra. Matilda Kingsley
- Lee Van Cleef - um dos capangas do vilão

## Ficha técnica
- Estúdio: Paramount Pictures
- Distribuição: Paramount Pictures
- Direção: Norman Taurog
- Roteiro: Sidney Sheldon, Melvin Houser e Jerry Davis
- Produção: Paul Jones
- Música: Frank De Vol
- Fotografia: Daniel L. Fapp
- Direção de Arte: Hal Pereira e Holand Anderson
- Figurino: Edith Head
- Edição: Archie Marshek

## O fim para a dupla Martin & Lewis
No mesmo dia da estréia de Pardners, Martin e Lewis se apresentariam pela última vez como dupla na boate Copacabana em Nova York.

## Curiosidades
- Este foi o penúltimo filme da dupla Martin & Lewis. O último seria Hollywood or Bust também de 1956.
- No período da produção do filme, já surgiam rumores de que a dupla iria se separar. Para mostrar que isso tudo não passava de um boato, Martin e Lewis ao final do filme deixam um recado inesperado mas otimista para o público lhe deixando claro que ainda não estavam preparados para "o fim" e que adoravam trabalhar para o público e fãs. Além disso, a dupla mostrou uma relação mais amigável o possível enquanto passavam a mensagem como se fossem verdadeiros "parceiros" (dito o nome do filme), especialmente quando Martin chamou Lewis de "Jer" e Lewis chamou Martin de "Dean". Infelizmente, esse recado foi uma pura ilusão, pois quando o filme tinha sido estreado entre julho e agosto de 1956, a dupla já tinha se separado.
- As filmagens foram de novembro de 1955 até janeiro de 1956 e foi baseado em um filme chamado Rhythm on the Range, protagonizado por Bing Crosby e também tendo sido dirigido por Norman Taurog.
- Durante a produção, Jerry Lewis tinha feito um documentário de 16mm sobre o filme.
- Foi relançado em 1965 como coleção junto com outro filme de Dean Martin e Jerry Lewis, Living It Up.